# Allognosta japonica
Allognosta japonica är en tvåvingeart som beskrevs av Frey 1960. Allognosta japonica ingår i släktet Allognosta och familjen vapenflugor. Inga underarter finns listade i Catalogue of Life.